# 富永祐治
富永 祐治（とみなが ゆうじ、1902年(明治35年)3月29日 - 1997年7月25日）は、日本の交通経済学者。大阪市立大学経済学部名誉教授。

## 来歴
東京商科大学（のち一橋大学）卒、大塚金之助に師事。1929年大阪商科大学付属大阪市経済研究所勤務、1933年大阪商大助教授、教授、1953年「交通における資本主義の発展」で大阪商大経済学博士、大阪市立大学経済学部教授、1965年定年退官、名誉教授。都市交通研究所長。

## 著書
- 『本邦鉄鋼業と関税』大阪商科大学経済研究所 1932
- 『交通学の生成 交通学説史研究』日本評論社 1943 大阪商科大学研究叢書
- 『交通における資本主義の発展 日本交通業の近代化過程』岩波書店 1953
- 『富永祐治著作集』全3巻 やしま書房 1989-1990

共編著
- 『鉄道経営論』石井昭正共編著 有斐閣 1956

### 翻訳
- マックス・ヴェーバー『社会科学方法論』立野保男共訳 岩波文庫 1936
  - 『社会科学と社会政策にかかわる認識の「客観性」』折原浩補訳 岩波文庫 1998

## 参考
- 伊勢田穆「富永交通学 未完の軌跡」經濟學雜誌 1998-11